# Mykyta Buzenko
Mykyta Kostjantynowytsch Buzenko (ukrainisch Микита Костянтинович Буценко; * 20. Januar 1990 in Charkiw, Ukrainische SSR, Sowjetunion) ist ein ukrainischer Eishockeyspieler, der seit 2022 erneut bei Zagłębie Sosnowiec in der Polska Hokej Liga unter Vertrag steht.

## Karriere
Mykyta Buzenko begann seine Karriere als Eishockeyspieler beim HK Sokil Kiew, für dessen zweite Mannschaft er bereits als 14-Jähriger in der ukrainischen Eishockeyliga debütierte. Mit 16 Jahren wechselte er für ein Jahr zum HK Berkut, bevor er von 2007 bis 2010 beim HK Bilyj Bars Browary spielte. In seiner letzten Spielzeit dort wurde er zum besten jungen Spieler der Ukraine gewählt. Nachdem er für ein Jahr zu Sokil zurückgekehrt war, verbrachte die Spielzeit 2011/12 erneut beim HK Berkut sowie beim HK Kompanion Kiew. Anschließend wechselte er in die Ostukraine, wo er mit der zweiten Mannschaft des HK Donbass Donezk erstmals in seiner Karriere ukrainischer Meister wurde. Trotz dieses Erfolges kehrte er zu folgenden Spielzeit nach Browary zu den Bily Bars zurück. Als 2014 durch den Krieg in der Ostukraine zunächst kein Spielbetrieb stattfinden konnte, wechselte Buzenko zu Polonia Bytom in die polnische Ekstraliga. 2015 kehrte er zu Donbass Donezk zurück und gewann mit dem Klub 2016, als er als Topscorer und bester Vorlagengeber der Liga maßgeblich dazu beitrug, und 2017 erneut den ukrainischen Landesmeistertitel. 2017/18 spielt er für den CS Progym Gheorgheni in der rumänischen Eishockeyliga. Anschließend wechselte er zu Zagłębie Sosnowiec in die Polska Hokej Liga. Nachdem er von 2020 bis 2022 wieder beim HK Donbass gespielt hatte und mit dem Klub 2021 erneut ukrainischer Meister geworden war, kehrte er im Sommer 2022 nach dem russischen Überfall auf die Ukraine nach Sosnowiec zurück.

### International
Im Juniorenbereich spielte Buzenko bei den Division-I-Turnieren der U18-Weltmeisterschaften 2006, 2007 und 2008, als er zum besten Spieler seiner Mannschaft gewählt wurde. 2008, 2009 und 2010 stand er für die Ukraine bei den U20-Weltmeisterschaften ebenfalls in der Division I auf dem Eis. Zudem nahm er mit der ukrainischen Studentenauswahl an der Winter-Universiade 2013 im Trentino teil.
Zu seinem ersten Einsatz für die ukrainischen Herren-Nationalmannschaft kam er erst im Alter von 27 Jahren bei der Weltmeisterschaft 2017 in der Division I, als er zum besten Spieler seiner Mannschaft gewählt wurde. Auch 2018 und 2019 spielte er für die Ukraine in der Division I. Zudem vertrat er seine Farben bei der Olympiaqualifikation für die Winterspiele in Peking 2022.

## Erfolge und Auszeichnungen
- 2010 Bester junger Spieler der Ukraine
- 2013 Ukrainischer Meister mit dem HK Donbass Donezk
- 2016 Ukrainischer Meister mit dem HK Donbass Donezk
- 2016 Topscorer und meiste Torvorlagen der ukrainischen Eishockeyliga
- 2017 Ukrainischer Meister mit dem HK Donbass Donezk
- 2021 Ukrainischer Meister mit dem HK Donbass Donezk